# Sāyeh Kūr-e Soflá
Sāyeh Kūr-e Soflá (persiska: سایه کور سفلى, Sāyehkor-e Soflá) är en ort i Iran.   Den ligger i provinsen Kermanshah, i den nordvästra delen av landet, 400 km väster om huvudstaden Teheran. Sāyeh Kūr-e Soflá ligger 1 794 meter över havet och antalet invånare är 277.
Terrängen runt Sāyeh Kūr-e Soflá är kuperad åt nordväst, men åt sydost är den platt. Terrängen runt Sāyeh Kūr-e Soflá sluttar söderut.Runt Sāyeh Kūr-e Soflá är det ganska tätbefolkat, med 72 invånare per kvadratkilometer. Närmaste större samhälle är Qarah Bolāgh-e Panjeh, 17,3 km norr om Sāyeh Kūr-e Soflá. Trakten runt Sāyeh Kūr-e Soflá består i huvudsak av gräsmarker.